# Anneliese Buschmann
Anneliese Buschmann (* 3. Juni 1906 in Havelberg; † 26. April 1999 in Hamburg) war eine deutsche Politikerin (FDP).

## Leben
Anneliese Buschmann kam während des Nationalsozialismus durch ihren Ehemann, den Kaufmann Julius Buschmann, in Kontakt zur liberalen Gruppe Freies Hamburg um Friedrich Ablass, die Widerstand gegen den Nationalsozialismus leistete. Nach dem Zweiten Weltkrieg engagierte sie sich zunächst im Komitee ehemaliger politischer Gefangener, aus dem 1947 die Vereinigung der Verfolgten des Naziregimes (VVN) hervorging und dessen Hamburger Landesvorstand sie zeitweise angehörte.

## Partei
Buschmann gehörte, wie ihr Mann Julius, am 20. September 1945 zu den Mitbegründern der Partei Freier Demokraten, aus der später der Hamburger FDP-Landesverband wurde. Dort kümmerte sie sich um den Aufbau einer Landesfrauengruppe, deren Vorstand sie lange angehörte. Von 1950 bis 1954 war sie zeitweise Vorsitzende des Kreisverbandes 25 Uhlenhorst/Hohenfelde. In den 1980er Jahren wurde sie vom Landesparteitag zum Ehrenmitglied gewählt.
Anneliese Buschmann gehörte zu einer Gruppe von VVN-Mitgliedern in der Hamburger FDP, die insbesondere die Versuche bekämpften, ehemaligen Nationalsozialisten oder Leuten, die mit den Nazis allzu offen paktiert hatten, in Schlüsselstellungen in der FDP aber auch der Verwaltung der Stadt zu verschaffen. So erreichten sie z. B., dass der Bankier Hans Pilder, der in der Weimarer Republik DDP-Bürgerschaftsabgeordneter gewesen war, nach 1933 aber die Nähe zur NSDAP suchte, nicht Direktor der Hamburgischen Landesbank werden konnte.

## Abgeordnete
Bei der Bürgerschaftswahl 1949 hatte Buschmann vergeblich im Wahlkreis Uhlenhorst kandidiert und war auch auf der Liste des Vaterstädtischen Bundes Hamburg (Listenverbindung aus CDU, FDP und DKP) nur auf einem hinteren Listenplatz aufgestellt worden. Als Nachrückerin für den tödlich verunglückten Wilhelm H. Lindemann gehörte sie schließlich vom 3. Juli 1952 bis zur Neuwahl 1953 der Hamburgischen Bürgerschaft an. Anschließend war sie, nachdem sie nicht wieder zur Bürgerschaftswahl aufgestellt worden war, bis 1957 Mitglied der Bezirksversammlung Hamburg-Nord. Ihren Bürgerschaftswahlkreis übernahm 1953 der Jungdemokrat Peter-Heinz Müller-Link.